# 沃莱穆龙
沃莱穆龙（法語：Vaux-lès-Mouron，法語發音：[vo lɛ muʁɔ̃]，意为“穆龙附近的沃”）是法国阿登省的一个市镇，属于武济耶区。

## 地理
沃莱穆龙（49°18'1"N, 4°47'1"E）面积2.1 平方千米，位于法国大東部大區阿登省，该省份为法国北部内陆省份，西接埃纳省，南至马恩省，东临默兹省，北与比利时接壤。
与沃莱穆龙接壤的市镇（或旧市镇、城区）包括：沙勒朗日、蒙舍坦、穆龙、瑟尼克。

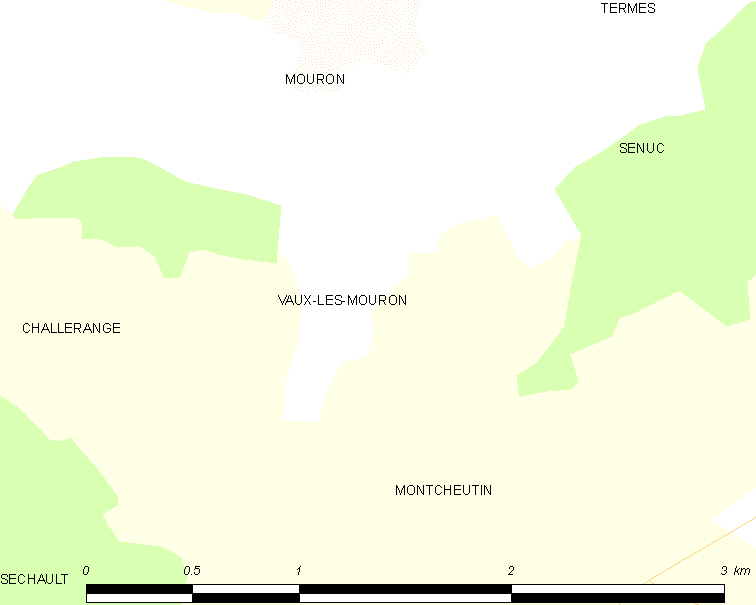
沃莱穆龙的OSM定位图

沃莱穆龙的时区为UTC+01:00、UTC+02:00（夏令时）。

## 行政
沃莱穆龙的邮政编码为08250，INSEE市镇编码为08464。

## 政治
沃莱穆龙所属的省级选区为阿蒂尼县。

## 人口

1962-2008年间沃莱穆龙人口变化图示

沃莱穆龙于2022年1月1日时的人口数量为78人。